# Roy Eefting
Roy Eefting (Harderwijk, 4 de septiembre de 1989) es un deportista neerlandés que compite en ciclismo en las modalidades de pista y ruta.
Ganó tres medallas en el Campeonato Mundial de Ciclismo en Pista entre los años 2019 y 2022, y tres medallas en el Campeonato Europeo de Ciclismo en Pista entre los años 2013 y 2023.

## Medallero internacional
| Campeonato Mundial | Campeonato Mundial       | Campeonato Mundial | Campeonato Mundial      |
| Año                | Lugar                    | Medalla            | Competición             |
| ------------------ | ------------------------ | ------------------ | ----------------------- |
| 2019               | Pruszków (Polonia)       | Medalla de plata   | Scratch                 |
| 2020               | Berlín (Alemania)        | Medalla de bronce  | Puntuación              |
| 2022               | Saint-Quentin (Francia)  | Medalla de bronce  | Scratch                 |
| Campeonato Europeo |                          |                    |                         |
| Año                | Lugar                    | Medalla            | Competición             |
| 2013               | Apeldoorn (Países Bajos) | Medalla de bronce  | Persecución por equipos |
| 2022               | Múnich (Alemania)        | Medalla de bronce  | Scratch                 |
| 2023               | Grenchen (Suiza)         | Medalla de plata   | Scratch                 |

## Palmarés
2018
- 1 etapa del Tour de Quanzhou Bay

2019
- 2 etapa de la Vuelta al Lago Qinghai
- 1 etapa del Tour de Xingtái

2023
- 1 etapa del Tour de Taiwán